# Пушкино (Омский район)
Пу́шкино — село в Омском районе Омской области. Административный центр Пушкинского сельского поселения.

## История
Основано в 1896 году. В 1928 году посёлок состоял из 125 хозяйств, основное население — русские. В административном отношении являлся центром Пушкинского сельсовета Корниловского района Омского округа Сибирского края.

## Население
| 2006 | 2010  |
| ---- | ----- |
| 2299 | ↘2203 |